# CABAL ONLINE
CABAL ONLINE（カバル オンライン、朝鮮語: 카발 온라인）は、ESTsoft JAPANが運営するスタイリッシュアクションMMORPG。開発は韓国のESTsoft。2006年11月より正式サービスが開始した。

## ゲームシステム
基本的にクエストを進行させることによってストーリーが進み、ストーリー上のエンディングがいくつか設けられているのが特徴。ただし家庭用ゲームのようにエンディング＝ゲームの終わりではなく、それ以降も次のエンディングに向けたストーリー（または後述の国家戦に向けたストーリー）が続くため、プレイはそのまま続けることができる。
クエストには大きく分けて2種類のクエストが存在する。1つは「一般クエスト」。2つ目は「シナリオクエスト」。基本的にシナリオクエストを進行させることによって、ストーリーが進んでゆく。シナリオクエスト・一般クエスト共に定められたレベルになるとクエストが受けられるようになるが、多くは前提となるクエストをクリアしている必要がある。また、一般クエストが出ないレベルもある。

### バトルスタイル
いわゆる職業・役職・ジョブのようなもので「ウォーリアー」「ブレーダー」「ウィザード」「フォースアーチャー」「フォースシールダー」「フォースブレーダー」「グラディエーター」「フォースガンナー」の8つがある（エピソード28以降から新職「ダークメイジ」が追加予定）。キャラクター作成時に選択する。それぞれのバトルスタイルには特徴があり、同じ名前のスキルが使える場合もあるが、性能が異なる場合が多い。
また、キャラクターLv10毎に受けられる「マテリアライズテスト」と呼ばれるクエストを完了させることによって「マテリアライズアップ」ができる。これによりステータスが強化されるほか、戦闘などによりSPをためることができるようになり、そのSPを消費する「コンボ(後述)」「オーラモード」「マテリアライズ」といった特殊スキルを習得することが出来る。
「オーラモード」は一定時間キャラクターを強化できる。Lv10のマテリアライズアップにて習得が可能。そのときの選択肢によってオーラの性質・モーションが変わる。が、今のところ効果の違いは無し。
「マテリアライズ」は一定時間キャラクターが強化され、同時にバトルスタイルを特徴付けるような武器の変化などが起こる。「マテリアライズI」と「マテリアライズII」が存在する。バトルスタイルが高くなってくると、オーラとマテリアライズI・IIの併用が可能となる（マテリアライズIとのII併用は不可。もちろん3つ併用も不可）。

### コンボ
レベル10になり、マテリアライズテストをクリアすると習得できる。タイミングよくスキルを使用することで、連続攻撃が可能となる。コンボ中は攻撃が必中。コンボを使用すると画面にコンボゲージが表示され、ゲージの後半にある縦線2本のうち、1本を超えている状態でなおかつゲージの最後より手前のタイミングでスキルを発動すると、コンボがつながる。ちなみに2本目の縦線の上、つまりゲージが赤色のときにおすとExcellentと出て、それに近いとgood、ギリギリコンボ成功だとbad、失敗するとmissとでる。11コンボを超えると急に難易度があがる（PCの性能によってはほぼ不可能の場合がある）。コンボ中は相手の防御率・回避率がいくら高くてもすべての攻撃が必中する。またGood以上の判定の場合、そのスキルのダメージが若干増大する。15コンボを超えるとお知らせに「○○さんが○○コンボに成功しました。」と出る。次々と敵を切り替えながらコンボを使うのが長く続けるこつであるが、ボスのときなどは切り替えなくて済むので集中ができ、長いコンボがでやすい。通常時はスキルのあと、スキル発動後の余韻があるのだが、コンボの場合その部分が省略される場合がある。

### PvP
PvPをすることにより、キャラクター同士で決闘することができる。対戦するには互いの同意が必要である。
またお互いの名誉Lvが2以上になると、PvPにて、Alzまたは名誉ポイントを賭けることが可能になる。ただし、名誉を賭けられるのは、両者のうちの名声ポイントが低いキャラの名声ポイント-2万ポイント。Alzはやはり持っている金額の低いほうの全額。
2008年5月27日のアップデートにより、Alz及び名誉BETシステムは廃止になった。

### PK
PKモードが適用されるチャンネルでは、相手の同意なしに攻撃することができる。ただしPvPと違い、1回以上PKした状態でさらに違うキャラ（復活後の同じキャラでも可能）に攻撃すると、名声が減る。
名声の減りかたはPKの回数によって異なる。PKの回数によって名前の色も徐々に黒くなっていく。白色同士のPKの場合、最初に攻撃された側の人には、攻撃した人の名前が真っ赤にみえる。
PKを行った場合、ショップ、倉庫の利用等が一時的に制限されるが、一定時間経過する事により解除される。
一定数以上連続でPKを行った場合、監獄(サイレントラビリンス)へ強制移動され、一定時間他マップへの移動が制限されるが、一定時間経過するか、監獄内にあるワープゲートに進入することで、解除される。
2008年5月27日をもってPKモード適用チャンネルは廃止となったが、国家戦チャンネルでのみ、同国家キャラをPKする事は可能。この際、PKを行っても名声が減ることは無いが、ショップ、倉庫の利用の一時的な制限、監獄への強制移動は適用される。

### ギルド戦
ギルド同士で戦う団体戦で、個人戦と国家戦の中間の人数で行われる。勝利すると名誉ポイントを得られる。

### 国家戦
レベル52以上のキャラクターのみ参加できる大規模な戦争。国家戦チャンネルか、他チャンネルの特定マップで行うことができる。敵対国家に所属するキャラクターをペナルティなしでPKすることができる。勝利すると名誉ポイントを得られる。